# 第十一季超級籃球聯賽總冠軍賽
第十一季超級籃球聯賽總冠軍賽是第十一季超級籃球聯賽的最後一個系列賽程，在2014年3月29日至2014年4月5日間進行，結果由臺中璞園以4比1擊敗台灣大雲豹，拿下隊史第三座年度冠軍，完成隊史第一次三連霸。

## 兩隊比較
|            | 台灣大雲豹    | 臺中璞園      |
| ---------- | ------------- | ------------- |
| 例行賽戰績 | 21勝9敗       | 24勝6敗       |
| 準決賽     | 4:3贏台灣啤酒 | 4:1贏臺北達欣 |
| 總教練     | 鄭志龍        | 許晉哲        |

## 逐場摘要
第一戰
| 2014-3-29 19:00 |

| 賽後數據 |

| 台灣大雲豹 52–68 臺中璞園                         |  |                                                   |
| 得分： 奈維爾 15 篮板： 奈維爾 14 助攻： 陳世念 3 |  | 得分： 蔡文誠 15 篮板： 戴維斯 11 助攻： 蔡文誠 4 |

第二戰
| 2014-3-30 19:00 |

| 賽後數據 |

| 臺中璞園 78–64 台灣大雲豹                         |  |                                                   |
| 得分： 戴維斯 16 篮板： 蔡文誠 15 助攻： 葛記豪 5 |  | 得分： 奈維爾 26 篮板： 奈維爾 13 助攻： 何守正 4 |

第三戰
| 2014-4-1 19:00 |

| 賽後數據 |

| 台灣大雲豹 86–90 臺中璞園                         |  |                                                   |
| 得分： 奈維爾 28 篮板： 奈維爾 12 助攻： 陳世念 6 |  | 得分： 葛記豪 21 篮板： 戴維斯 18 助攻： 戴維斯 2 |

第四戰
| 2014-4-3 19:00 |

| 賽後數據 |

| 臺中璞園 67–78 台灣大雲豹                         |  |                                                   |
| 得分： 簡嘉宏 14 篮板： 戴維斯 14 助攻： 葛記豪 4 |  | 得分： 奈維爾 23 篮板： 奈維爾 15 助攻： 吳岱豪 2 |

第五戰
| 2014-4-5 19:00 |

| 賽後數據 |

| 台灣大雲豹 69–83 臺中璞園                         |  |                                                   |
| 得分： 奈維爾 20 篮板： 奈維爾 11 助攻： 吳永仁 4 |  | 得分： 戴維斯 20 篮板： 戴維斯 17 助攻： 葛記豪 3 |

## 外部連結
- 超級籃球聯賽(新)官方網站 （页面存档备份，存于）